# Sophronica rubroscapa
Sophronica rubroscapa är en skalbaggsart som beskrevs av Hunt och Stefan von Breuning 1966. Sophronica rubroscapa ingår i släktet Sophronica och familjen långhorningar. Inga underarter finns listade i Catalogue of Life.